# Hikawadai (métro de Tokyo)
Hikawadai (氷川台駅, Hikawadai-eki) est une station du métro de Tokyo sur les lignes Fukutoshin et Yūrakuchō dans l'arrondissement de Nerima à Tokyo. Elle est exploitée par le Tokyo Metro.

## Situation sur le réseau
La station Hikawadai est située au point kilométrique (PK) 6,8 des lignes Yūrakuchō et Fukutoshin.

## Histoire
La station a été inaugurée le 24 juin 1983 sur la ligne Yūrakuchō. La ligne Fukutoshin y arrive le 14 juin 2008.

## Services aux voyageurs

### Accès et accueil
La station est ouverte tous les jours. Elle se compose de 2 quais latéraux encadrant 2 voies, partagées par les lignes Fukutoshin et Yūrakuchō.
En moyenne, 38 722 voyageurs ont fréquenté quotidiennement la station en 2015.

### Desserte
- Ligne Yūrakuchō :
  - voie 1 : direction Shin-Kiba
  - voie 2 : direction Wakōshi (interconnexion avec la ligne Tōbu Tōjō pour Shinrinkōen)
- Ligne Fukutoshin :
  - voie 1 : direction Shibuya (interconnexion avec la ligne Tōkyū Tōyoko pour Yokohama)
  - voie 2 : direction Wakōshi (interconnexion avec la ligne Tōbu Tōjō pour Shinrinkōen)

Installations de la station
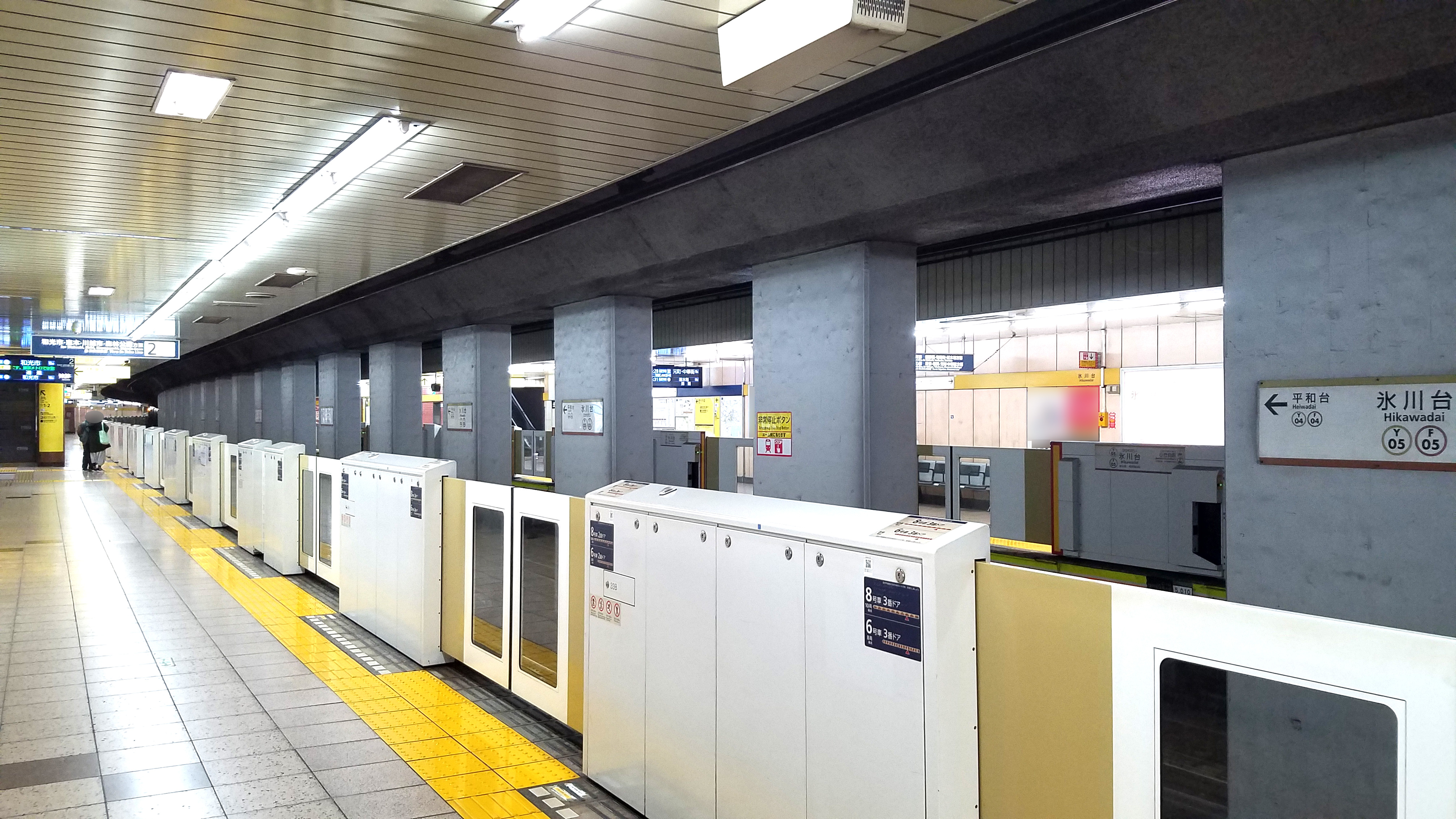
Quais de la station
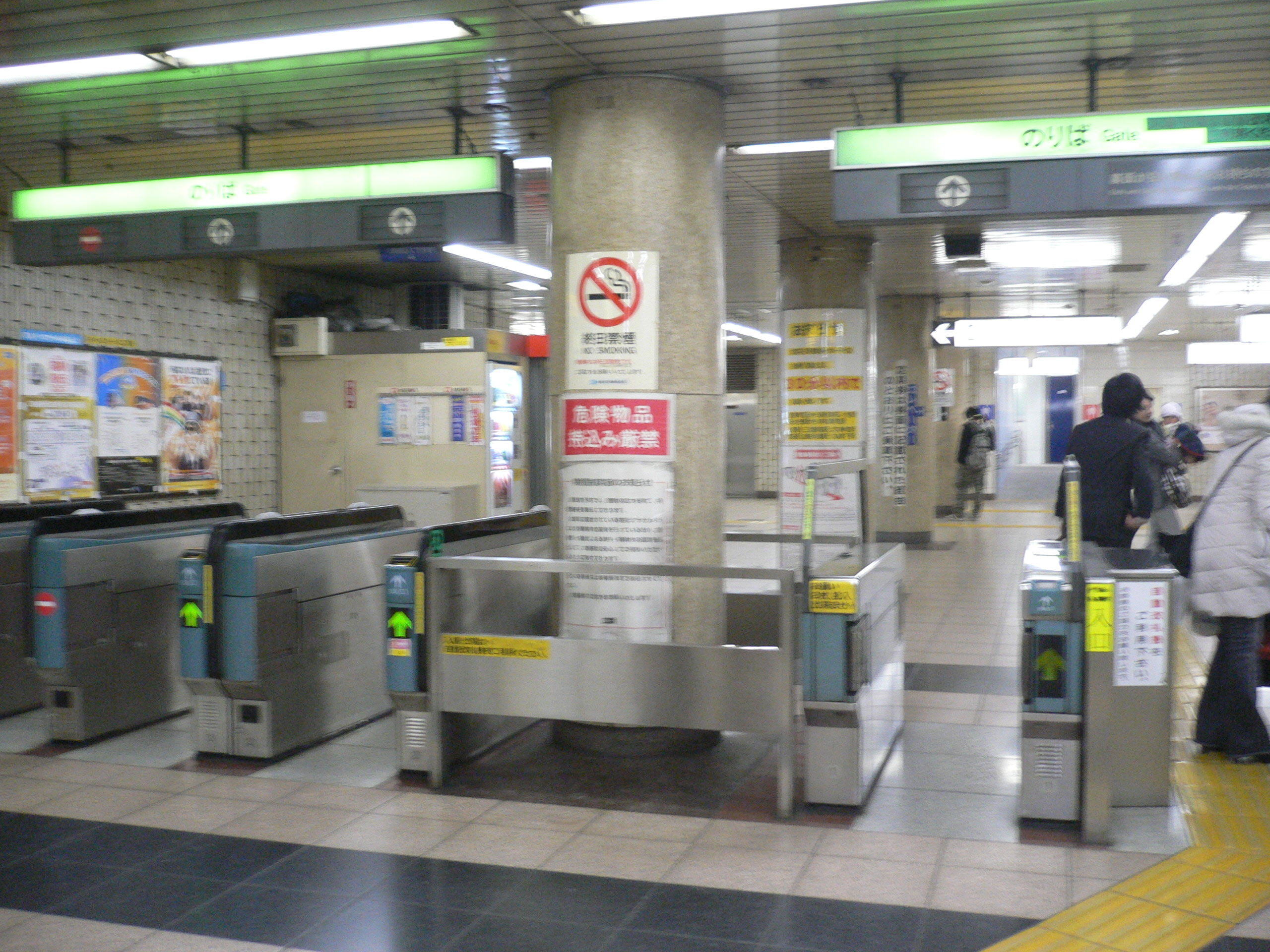
Ligne de contrôle